# Livets Løgn
Livets Løgn er en dansk stum melodramafilm fra 1912 produceret af Nordisk Films Kompagni og instrueret af August Blom efter manuskript af Bertel Krause. 
Filmens hovedroller i trekantsdramaet spilles af Valdemar Psilander, Gerda Krum-Juncker og Henry Seemann.
Filmen havde dansk premiere den 29. februar 1912 i Kosmorama i København og blev i tysktalende lande distribueret som Die Lüge des Lebens, i engelsktalende lande som A Fatal Lie og i i fransktalende lande som Mensonge Fatal. 

## Handling
Doktor Willy Pragers lange og uselviske kontortider går ud over hans opmærksomhedssøgende forlovedes behov. Midt i et gilde kaldes Willy til et barns sygeleje og overlader sin forlovede Erna i hænderne på sin trofaste ven Alfred. Af ren kedsomhed forsøger Erna at kysse Alfred, men den loyale ven afviser hende. Erna føler sig vraget og skriver til Willy, at det var Alfred som gjorde stormkur til hende. Men Alfred nægter at besmitte Ernas ære og accepterer stiltiende, da Willy udfordrer til duel.

## Medvirkende
- Valdemar Psilander som Willy Prager, læge
- Gerda Krum-Juncker som Erna, Willys forlovede
- Henry Seemann som Officer Alfred von Stein
- Svend Bille
- Alma Hinding som Klinikassistenten
- Franz Skondrup
- Axel Boesen
- Julie Henriksen
- Aage Hertel
- H. C. Nilsen
- Zanny Petersen